# Craugastoridae
Craugastoridae là một họ động vật lưỡng cư trong bộ Anura.
Khi hiểu theo nghĩa hẹp, họ này có 115 loài trong 2 chi.
Chi Craugastor, với 113 loài, có phân bố lớn và có thể được tìm thấy ở Tây Nam Hoa Kỳ, México và Trung Mỹ tới phía tây bắc Nam Mỹ. Chi Haddadus với 2 loài, chỉ được tìm thấy là phía đông nam Brasil.
Khi hiểu theo nghĩa rộng, họ này chứa khoảng 713 loài. Xem phân loại dưới đây.

## Phân bố
Từ nam Arizona tới trung Texas (Hoa Kỳ) và Mexico về phía nam qua các môi trường sống nhiệt đới và cận nhiệt đới ở Colombia và Veneuzela tới Guiana; về phía nam qua Ecuador, Andes và Amazon thuộc Peru và Bolivia và lưu vực sông Amazon ở Brasil, về phía nam dọc theo sườn đông dãy Andes tới đông bắc Argentina; vùng rừng duyên hải Đại Tây Dương ở đông nam Brasil.

## Phát sinh chủng loài
Hedges và ctv (2008) đưa ra một thảo luận hệ thống hóa rộng lớn về đơn vị phân loại này và mối quan hệ của nó với đơn vị phân loại con cũ của Brachycephalidae sensu lato (= Terrarana, một đơn vị phân loại không phân hạng trên cấp họ trong danh pháp do họ đưa ra).
Pyron và Wiens (2011) trong nghiên cứu về các trình tự Genbank của họ đã đưa ra một phân tích lớn hơn khi xét theo số lượng loài, nhưng sử dụng hơi ít hơn lượng dữ liệu về một loài khi so với phân tích của Hedges và ctv (2008) để làm cột trụ cho phân tích của họ. Các kết quả thu được là hơi khác so với của Hedges và ctv (2008), trong đó Pyron và Wiens (2011) thấy rằng Strabomantidae là không đơn ngành và với Craugastoridae cũ (trong bài này coi là phân họ Craugastorinae) lồng sâu vào trong họ đó. Vì lý do này, họ đã đặt toàn bộ các yếu tố tạo thành họ Strabomantidae vào trong họ Craugastoridae.
Blackburn và Wake (2011) đã xem xét vắn tắt lịch sử danh pháp của đơn vị phân loại cấp họ này và duy trì giới hạn cũ của 2 họ Craugastoridae và Strabomantidae. Tuy nhiên, Fouquet và ctv (2012) lại gợi ý rằng Craugastoridae theo nghĩa Hedges và ctv (2008) là không đơn ngành, mặc dù dựa trên việc lấy mẫu ít hơn so với Pyron và Wiens (2011).

## Phân loại
Họ Craugastoridae sensu lato bao gồm các chi và phân họ sau:
- incertae sedis
  - Atopophrynus Lynch & Ruiz-Carranza, 1982: 1 loài.
  - Dischidodactylus Lynch, 1979: 2 loài.
  - Geobatrachus Ruthven, 1915: 1 loài.
  - Hypodactylus Hedges, Duellman, & Heinicke, 2008: 12 loài.
  - Niceforonia Goin & Cochran, 1963: 3 loài.
- Phân họ Craugastorinae Hedges, Duellman, and Heinicke, 2008 = Craugastoridae sensu stricto: 115 loài.
  - Craugastor Cope, 1862: 113 loài.
  - Haddadus Hedges, Duellman, & Heinicke, 2008: 2 loài.
- Phân họ Holoadeninae Hedges, Duellman, and Heinicke, 2008: 48 loài.
  - "Eleutherodactylus bilineatus" (Bokermann, 1975): 1 loài
  - Barycholos Heyer, 1969: 2 loài.
  - Bryophryne Hedges, Duellman, & Heinicke, 2008: 8 loài.
  - Euparkerella Griffiths, 1959: 4 loài.
  - Holoaden Miranda-Ribeiro, 1920: 3 loài.
  - Noblella Barbour, 1930: 10 loài.
  - Psychrophrynella Hedges, Duellman, & Heinicke, 2008: 20 loài.
- Phân họ Pristimantinae Pyron & Wiens, 2011: 509 loài.
  - Lynchius Hedges, Duellman, & Heinicke, 2008: 3 loài.
  - Oreobates Jiménez de la Espada, 1872: 23 loài.
  - Phrynopus Peters, 1873: 25 loài.
  - Pristimantis Jiménez de la Espada, 1870: 458 loài.
- Phân họ Strabomantinae Hedges, Duellman, & Heinicke, 2008: 22 loài.
  - Strabomantis Peters, 1863: 17 loài.
  - Yunganastes Padial, Castroviejo-Fisher, Köhler, Domic, & De la Riva, 2007: 5 loài.

## Hình ảnh

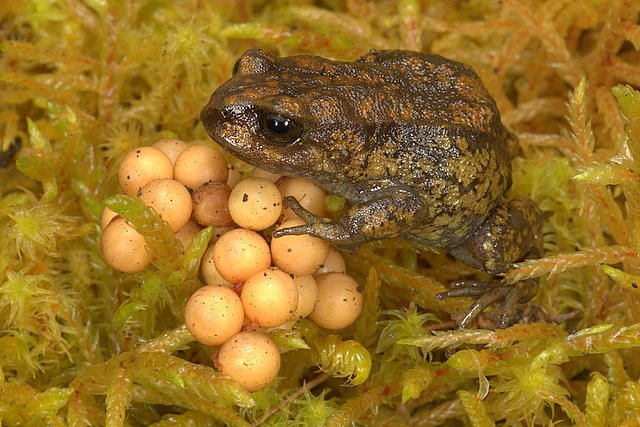
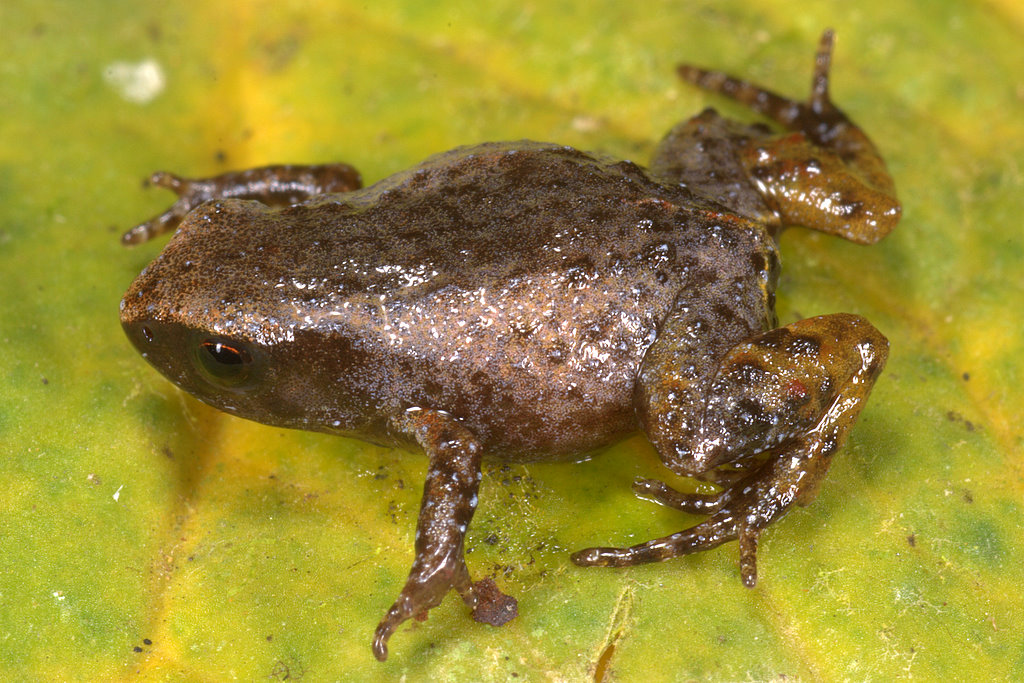
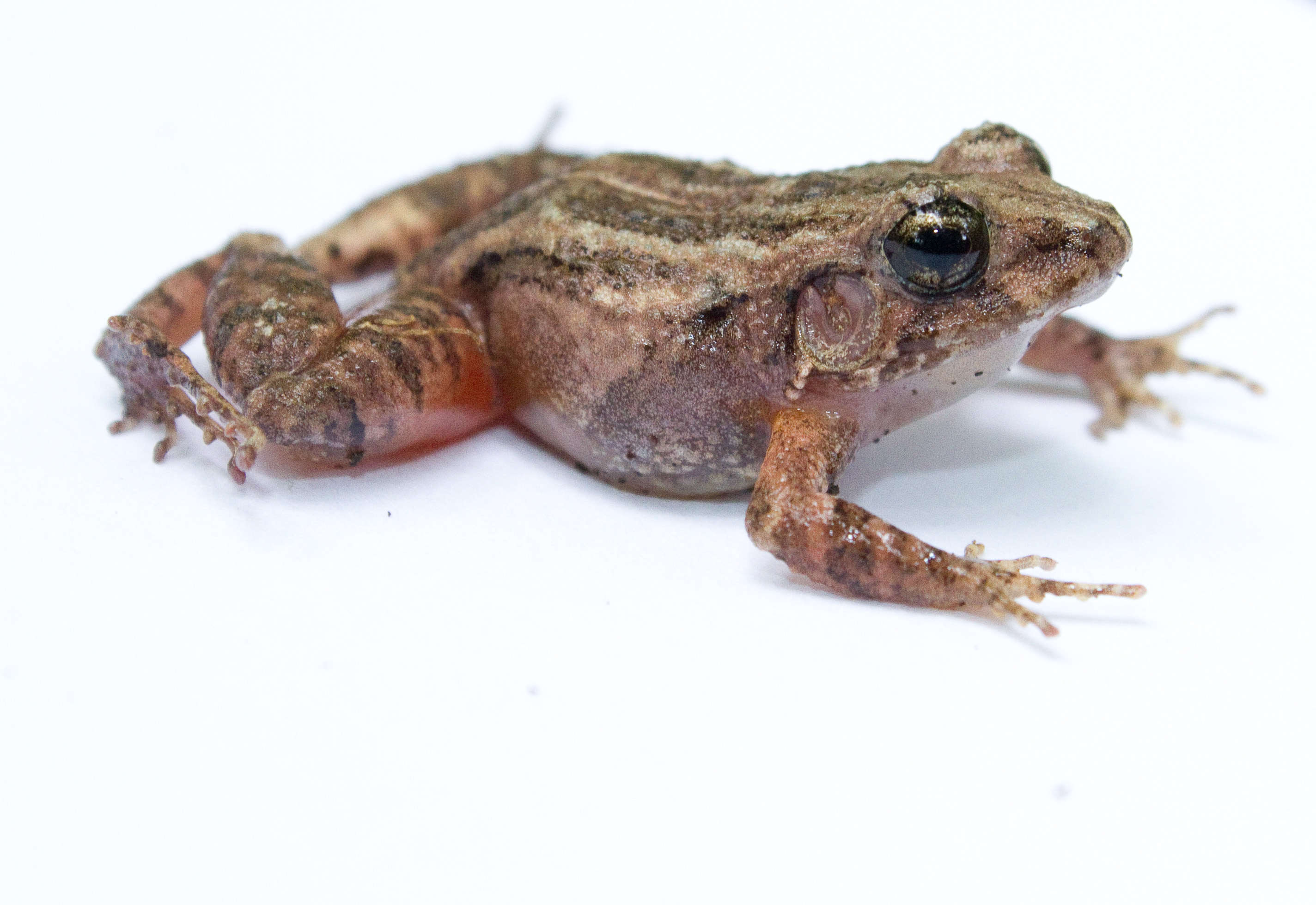
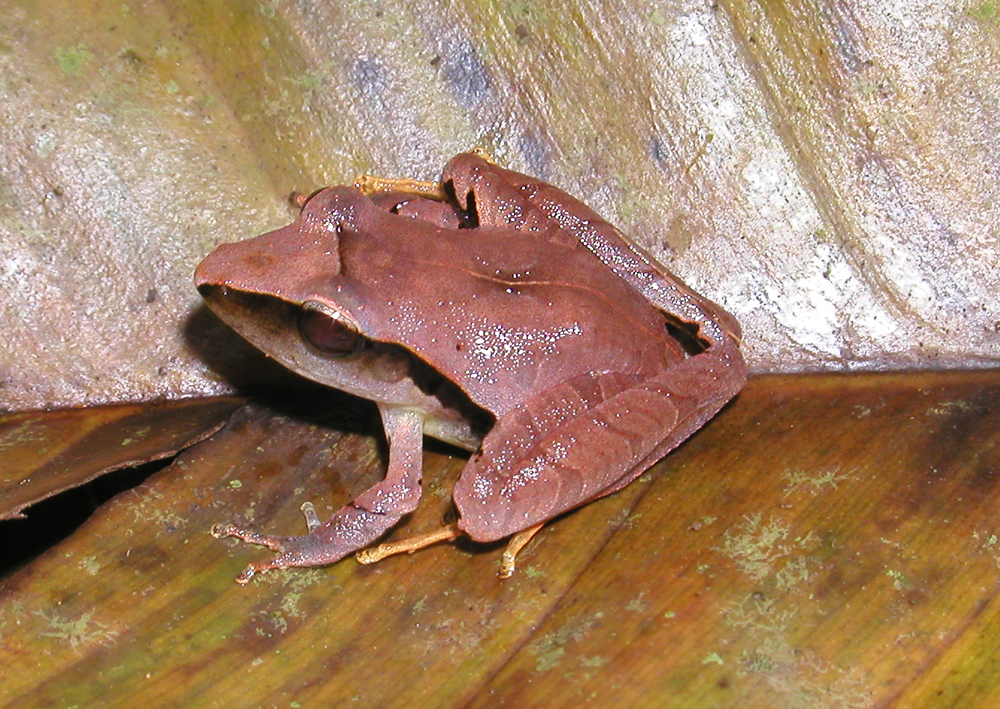